# NGC 823
NGC 823 este o galaxie lenticulară situată în constelația Cuptorul. A fost descoperită în 14 octombrie 1830 de către John Herschel. Se află la o distanță de 59,54 de megaparseci de Pământ.